# Partes
Partes, eller partesläran, även känd som den retoriska arbetsprocessen, hör till den klassiska retorikens grundstenar och finns till för att underlätta skrivandet av ett tal. Enligt den klassiska retorikteorin behöver ett tal innehålla både förnufts- och känsloargument samt ett trovärdigt ethos för att verka övertygande. För att lyckas med detta utvecklade de klassiska retoriklärarna en systematisk arbetsprocess som varje talare kan ta hjälp av: partes.

## Retorikens fem delar
Partesläran kallas även för retorikens fem delar och är relativt enkel och följer fem steg: 
1. Inventio: att kartlägga talsituationen och samla passande innehåll/argument för talet.
2. Dispositio: att ordna argumenten på ett slagkraftigt sätt och finna en passande disposition för talet.
3. Elocutio: att välja ord och uttryck för talet och klä det i en passande språkdräkt. (se även stilfigur)
4. Memoria: att med hjälp av olika memoringstekniker lära sig talet utantill.
5. Actio: att planera själva framförandet av talet, kroppsspråk, röstläge, ansiktsuttryck etc.

## Partes och pistis
Pistis är termen för de tre retoriska bevismedlen: ethos, logos och patos, vilka på olika sätt övertygar åhöraren och skapar stöd eller förtroende för tesen. Under arbetet med parteslärans fem delar bör talaren jobba med retorikens tre pistis i de respektive delarna av partes. Ett trovärdigt ethos skapas exempelvis under inventio genom val av ämne och trovärdiga källor för sina argument, under elocutio genom passande ord och uttryck som vittnar om att talaren kan sitt ämne och under själva framförandet, memoria och actio, med hjälp av kroppsspråk, varierat röstläge och publikkontakt.
Trovärdigt logos skapas exempelvis under inventio, då talaren bör tänka på att inkludera Entymem i sin argumentation, och övertygande pathos skapas exempelvis under inventio då talaren bör tänka på att inkludera Paradigm i sin argumentation, under elocutio då ordval och stilfigurer har förmåga att skapa pathos och sist under actio och memoria, då anpassat röstläge, kroppsspråk och hög närvaro skapar pathos.

## Partes som analysmodell
Ett genomtänkt och övertygande tal innehåller parteslärans samtliga delar, men behöver inte nödvändigtvis följas i ovanstående ordning för att ett tal ska bli lyckat. Till exempel kan en idé till ett tal födas med en fyndig formulering som faller inom elocutio, och därefter behandlas vilka argument som bör finnas med i talet (inventio). Därför borde måhända partesläran inte ses som en arbetsprocess i ordets mening, utan snarare som fem olika aspekter som vi kan se på ett tal utifrån. I och med detta är partesläran också användbar som analysmetod för påverkande tal och texter. Dessa kan då analyseras utifrån de fem olika delarna i partes: vilken typ av argument talaren använder sig av, i vilken ordning dessa presenteras, med vilka ord och uttryck de presenteras och i vilken mån talaren behärskar sitt tal utantill, samt kvaliteten på framförandet. Partes som analysmetod kallas för neo-aristotelisk analys.